# Quadrasiella
Quadrasiella là một chi động vật chân bụng trong họ Assimineidae. 
Nó gồm các loài:
- Quadrasiella clathrata
- Quadrasiella mucronata